# Udea
Genre
Udea est un genre de lépidoptères (papillons), de la famille des Crambidae.

## Liste des espèces rencontrées en Europe
- Udea accolalis (Zeller, 1867)
- Udea alpinalis (Denis & Schiffermüller, 1775)
- Udea atlanticum (Bethune-Baker, 1894)
- Udea austriacalis (Herrich-Schäffer, 1851)
- Udea azorensis Meyer, Nuss & Speidel 1997
- Udea bipunctalis (Herrich-Schäffer, 1851)
- Udea bourgognealis Leraut, 1996
- Udea carniolica Huemer & Tarmann, 1989
- Udea confinalis (Lederer, 1858)
- Udea costalis (Eversmann, 1852)
- Udea cyanalis (La Harpe, 1855)
- Udea decrepitalis (Herrich-Schäffer, 1848)
- Udea elutalis (Denis & Schiffermüller, 1775)
- Udea ferrugalis (Hübner, 1796)
- Udea fimbriatralis (Duponchel, 1834)
- Udea fulvalis (Hübner, 1809)
- Udea hamalis (Thunberg, 1788)
- Udea inquinatalis (Lienig & Zeller, 1846)
- Udea institalis (Hübner, 1819)
- Udea languidalis (Eversmann, 1842)
- Udea lutealis (Hübner, 1809)
- Udea maderensis (Bethune-Baker, 1894)
- Udea maurinalis (W. Curtis, 1934)
- Udea murinalis (Fischer v. Röslerstamm, 1842)
- Udea nebulalis (Hübner, 1796)
- Udea nordmanni (Rebel, 1935)
- Udea numeralis (Hübner, 1796)
- Udea olivalis (Denis & Schiffermüller, 1775)
- Udea prunalis (Denis & Schiffermüller, 1775)
- Udea rhododendronalis (Duponchel, 1834)
- Udea rubigalis (Guénée, 1854)
- Udea scorialis (Zeller, 1847)
- Udea sviridovi Bolshakov, 2002
- Udea uliginosalis (Stephens, 1834)
- Udea zernyi (Klima, 1939)